# Rautsaari (ö i Päijänne-Tavastland, Lahtis, lat 61,43, long 25,65)
Rautsaari är en ö i Finland. Den ligger i sjön Auhjärvi och i kommunen Sysmä i den ekonomiska regionen  Lahtis ekonomiska region  och landskapet Päijänne-Tavastland, i den södra delen av landet, 150 km norr om huvudstaden Helsingfors. Öns area är 1,5 hektar och dess största längd är 210 meter i nord-sydlig riktning.